# Categorie di gladiatori romani

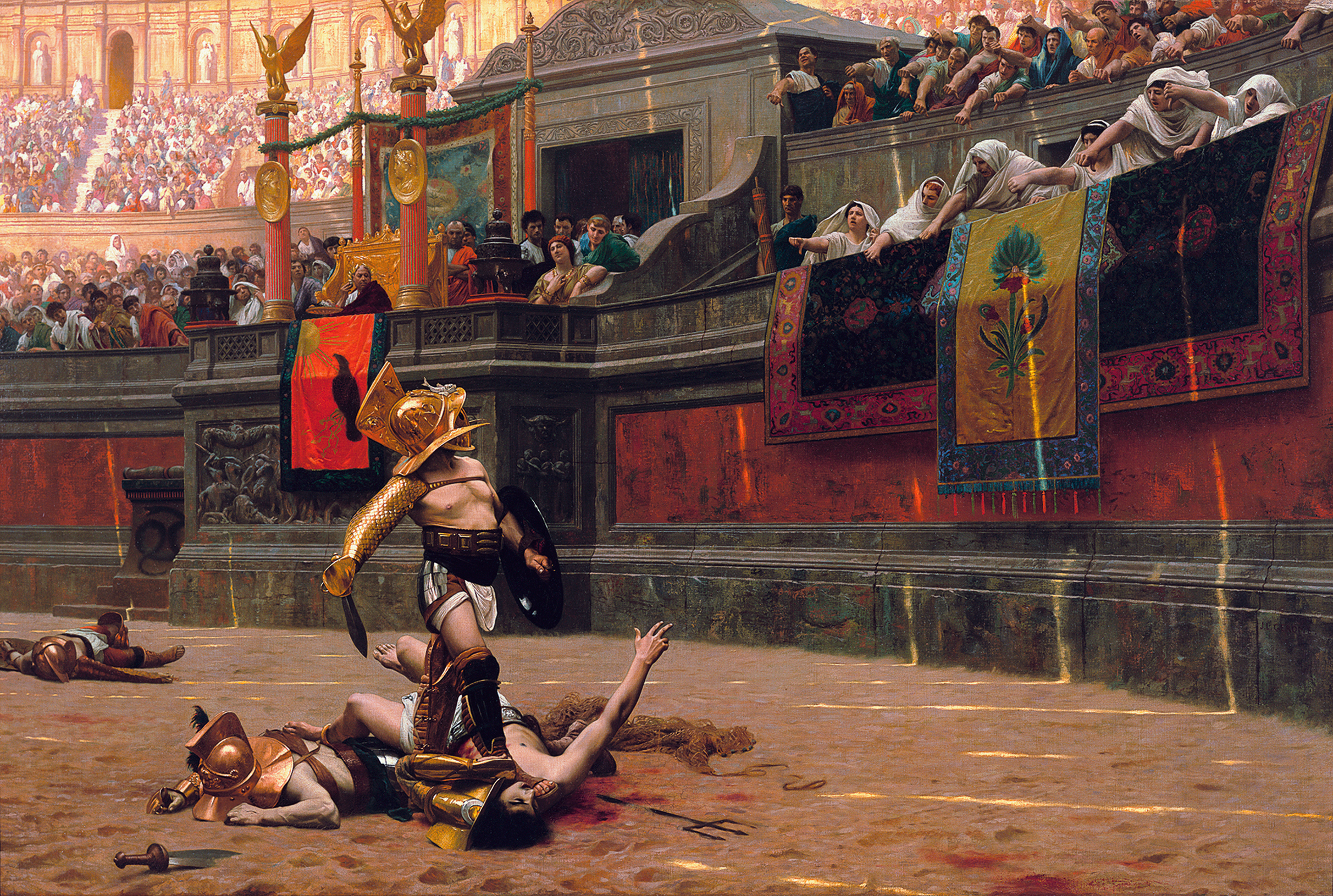
Il quadro Pollice verso di Jean-Léon Gérôme (1872).

Nelle arene romane combattevano diverse figure gladiatorie, le quali conobbero una evoluzione nel corso dei secoli in merito alle loro caratteristiche. L'attrattiva del combattimento si basava anche sul fatto di permettere a differenti classi di gladiatori di combattere. La maggior parte delle conoscenze a proposito delle armi utilizzate dai gladiatori proviene dagli scavi di Pompei. Numerosi reperti sono stati infatti portati alla luce dalla "caserma dei gladiatori" e depositati in esposizione presso il Museo Archeologico Nazionale di Napoli. Tale conoscenza viene integrata da statuette, lapidi, affreschi, bassorilievi, mosaici, lucerne rappresentanti gladiatori.

## I primi gladiatori: ibustuarii
I primi gladiatori, che comparvero durante le cerimonie funebri o presso le tombe di personaggi romani altolocati, erano chiamati bustuarii, dal nome della pira, il bustum, e indossavano un equipaggiamento piuttosto semplice. Ognuno portava uno scudo, una spada, ed era protetto dall'elmo e dagli schinieri. Nel corso dei secoli si svilupparono vari tipi di gladiatore che differivano in modo significativo nell'equipaggiamento e nella tattica di combattimento.

## I gladiatori del periodo repubblicano

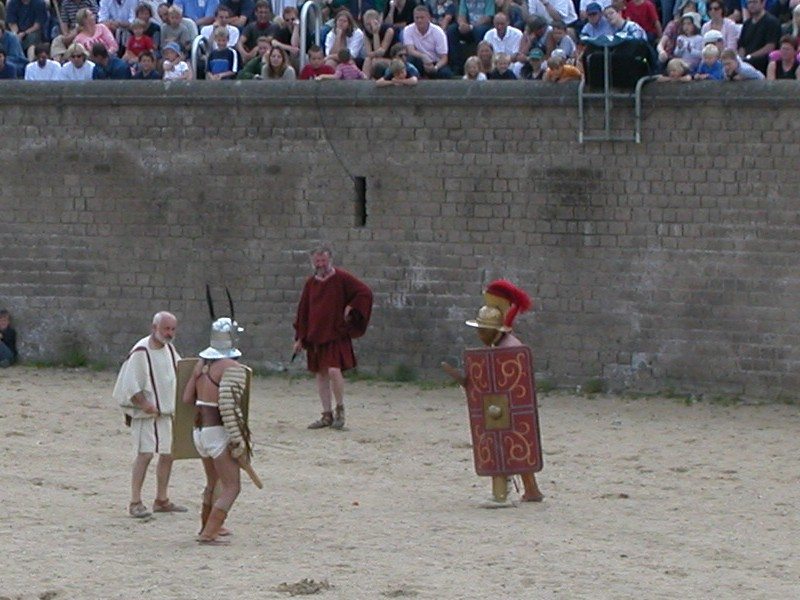
Esibizione provocator contro mirmillone.

È probabile che i primi tipi di gladiatori abbiano lottato con armi simili a quelle dei popoli sconfitti da Roma ai cui nomi si richiamavano le singole figure gladiatorie. Comunque, più tardi un gladiatore, che a mo' d'esempio lottava da Gallo, non doveva venire obbligatoriamente dalla Gallia. Tuttavia, l'equipaggiamento esatto di cui erano dotate queste prime figure gladiatorie è poco chiaro, a causa della scarsezza delle fonti, e può solamente essere ipotizzato.

### Il sannita
Tito Livio racconta nella sua opera Ab urbe condita libri (9, 40) che i combattenti Campani, alleati dei Romani, apparivano equipaggiati con le armi dei nemici sconfitti, in questo caso i Sanniti. Secondo Tito Livio erano muniti di un elmo provvisto di cresta, la galea crestata, uno scudo alto ed uno schiniere sulla gamba sinistra. Tuttavia, la sua posizione nelle immagini mostra il gladiatore sannita, in contrasto ai guerrieri sanniti completamente armati, privo di spongia (uno scudo protettivo) e di tunica.

### Il gallo
L'equipaggiamento del gladiatore che combatteva sotto il nome di gallo è ancora poco conosciuto. Si sa comunque come fossero equipaggiati i guerrieri galli, solo che l'equipaggiamento di questi gladiatori potrebbe avere avuto poco a che vedere con quello dei combattenti galli.

## I gladiatori del periodo imperiale
Augusto riformò le classi gladiatorie, e così andarono scomparendo nel periodo imperiale combattenti come il sannita ed il gallo. Ma egli si occupò anche di preesistenti figure gladiatorie, come il provocator, il trace ed il mirmillone.

### L'eques
Secondo Isidoro di Siviglia gli equites aprivano con i loro combattimenti i giochi gladiatorii. Erano armati con un elmo provvisto di tesa e visiera, uno scudo piatto e rotondo, una lancia ed una spatha, un'arma con lama molto più lunga del classico gladius. A differenza di molti altri gladiatori che portavano un perizoma (il subligaculum), loro indossavano una tunica. Cominciavano il combattimento a cavallo, quindi smontavano e continuavano la lotta con le spade. Nelle rappresentazioni pittoriche erano raffigurati principalmente nella fase finale della battaglia, ovvero mentre combattevano con le spade dopo essere scesi da cavallo.

### Il mirmillone

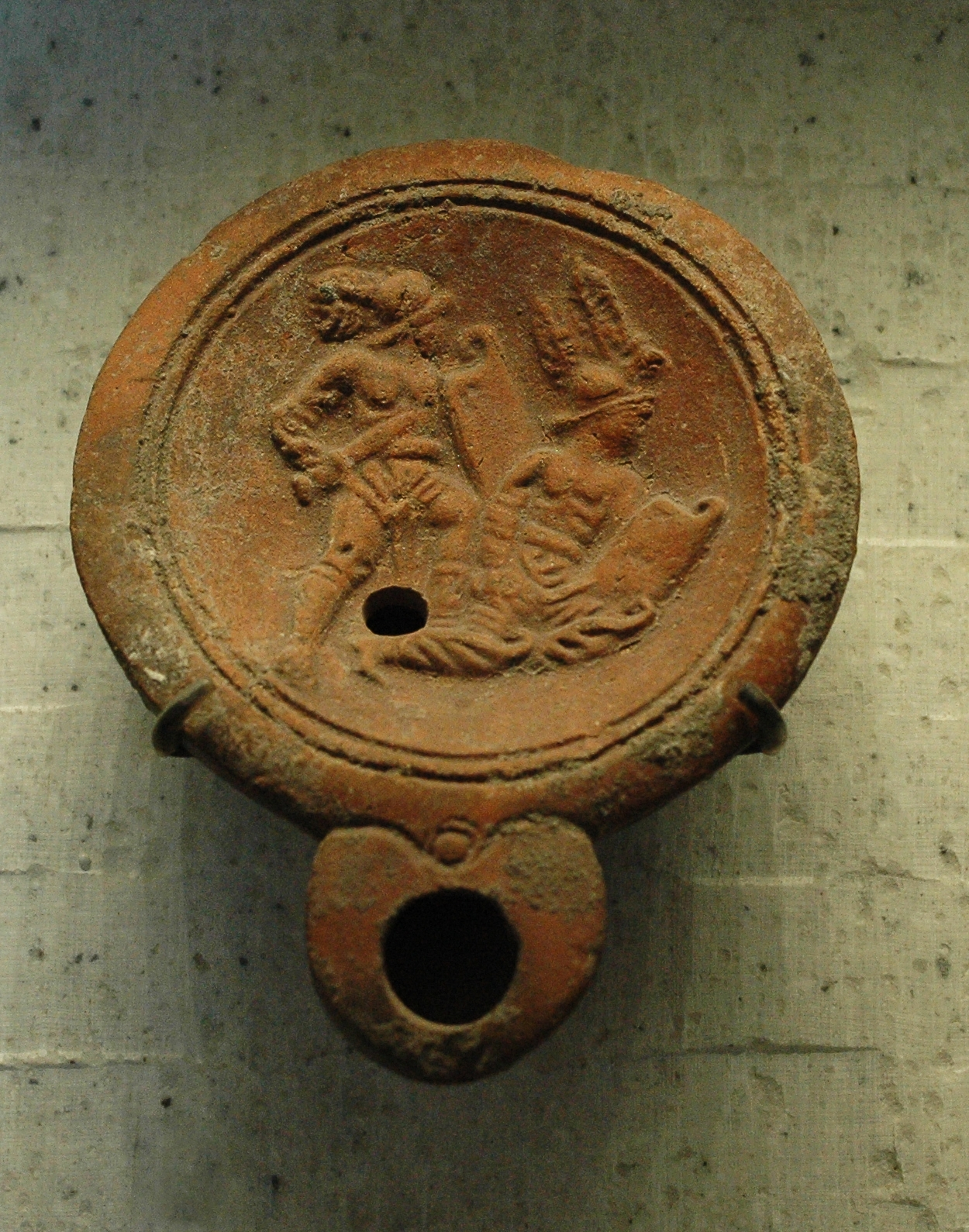
Combattimento mirmillone contro trace, rappresentato sul dorso di una lanterna ad olio in terracotta (II sec.).

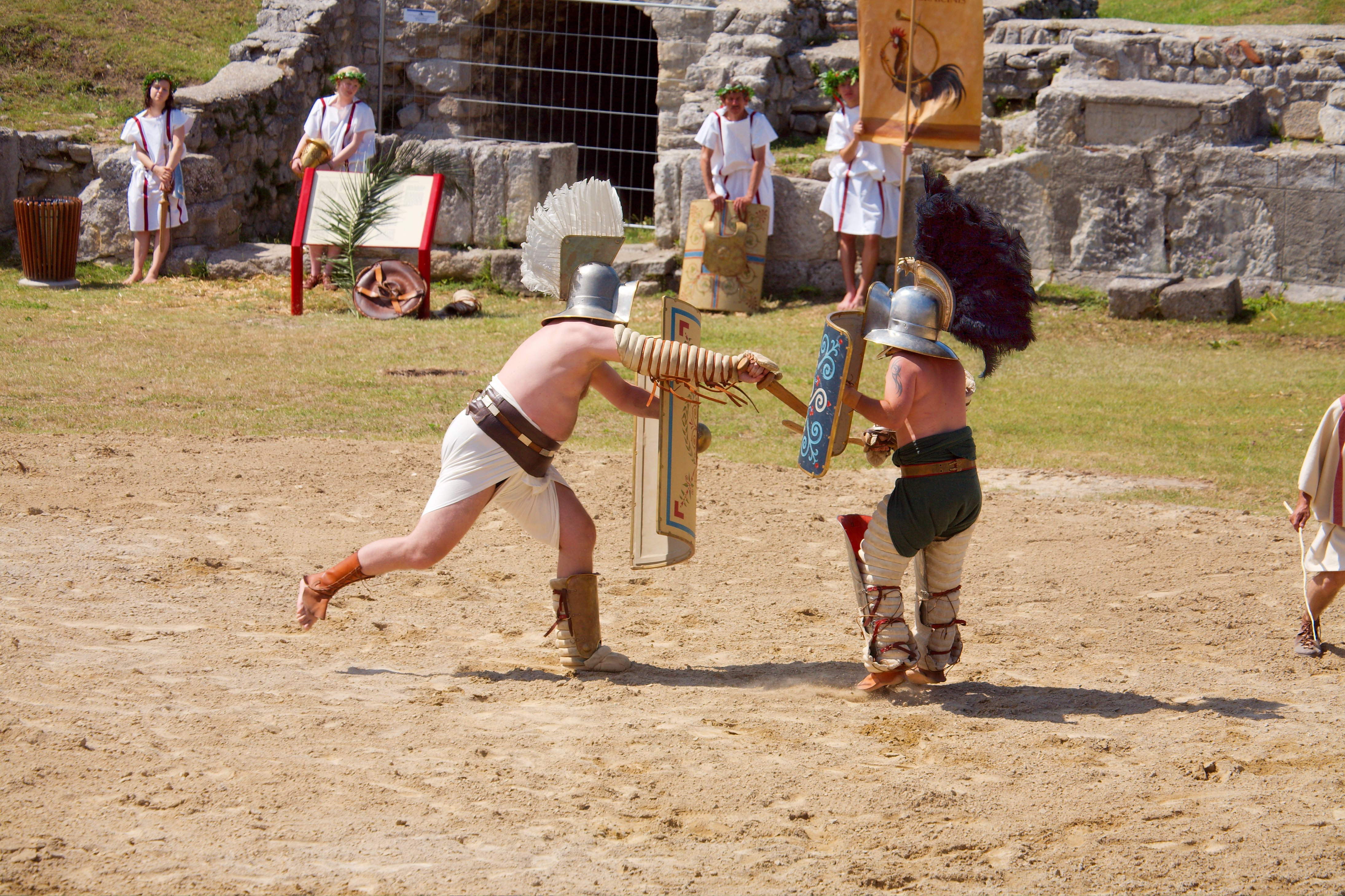
Simulazione di uno scontro tra un trace e un mirmillone, anfiteatro di Carnuntum.

Il Mirmillone è una delle prime figure gladiatorie, già documentata nel I secolo a.C., la sua origine resta tuttavia incerta. Il gladiatore Spartaco, che proveniva dalla Tracia, combatteva da mirmillone. L'armamento del mirmillone, dotato di spada corta (il gladius) e di grande scudo rettangolare ricurvo (lo scutum) rassomigliava a quello della legione romana. Come indumento protettivo portava un parabraccio (la lorica manica) ed uno schiniere che riparava fin sotto il ginocchio la parte inferiore della gamba sinistra. Portava un elmo con visiera e cresta diritta che era decorato, in aggiunta, con penne colorate. Combatteva contro il trace.
il termine mirmillone deriva da murena perché questi gladiatori si nascondevano dietro lo scudo e poi trafiggevano i punti deboli degli avversari con il gladio, proprio come la murena si nasconde e poi attacca.

### Il trace

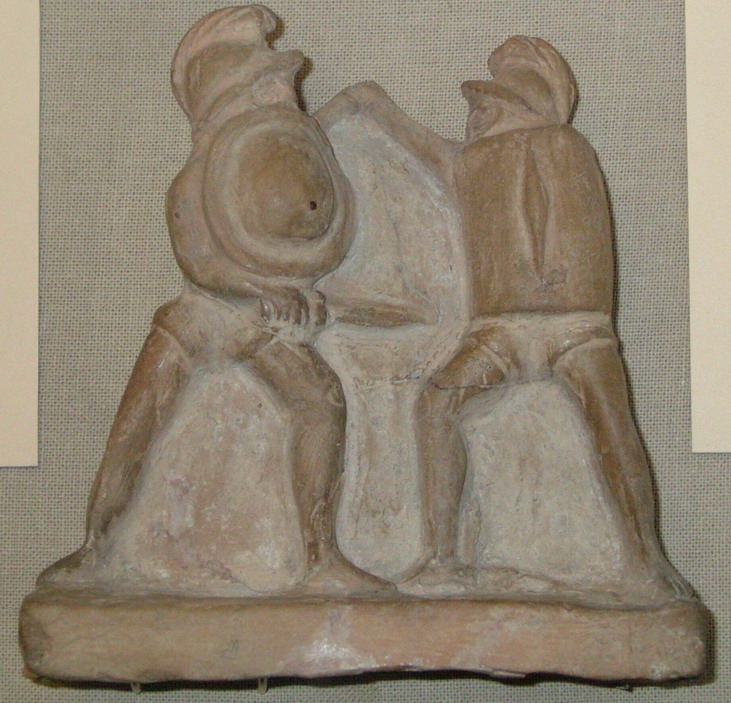
Combattimento trace contro hoplomachus, conservato al British Museum di Londra.

Questo genere di combattente aveva un armamento che finiva per richiamare la sua origine tracica. Il trace era armato con una spada a lama ricurva (la sica) ed uno scudo rettangolare piccolo e curvo molto leggero e portava un elmo crestato con visiera che era sormontato da una testa di grifone. Come abbigliamento protettivo portava nel braccio destro una protezione imbottita, la manica. Su entrambe le gambe portava una protezione imbottita, che arrivava bene oltre le cosce. A tale proposito indossava gambali che sormontavano il ginocchio.

### L'hoplomachus
In alternativa al confronto mirmillone contro trace c'era il confronto mirmillone contro hoplomachus. L'hoplomachus assomigliava nell'armamento e nell'abbigliamento protettivo al trace, con l'eccezione del piccolo scudo rotondo e dalla forma ricurva e di una lancia da usare nello scontro ravvicinato (l'hasta). Era in aggiunta dotato di una spada corta, il gladius. In rari casi poteva anche lottare contro il gladiatore trace.

### Ilsecutor

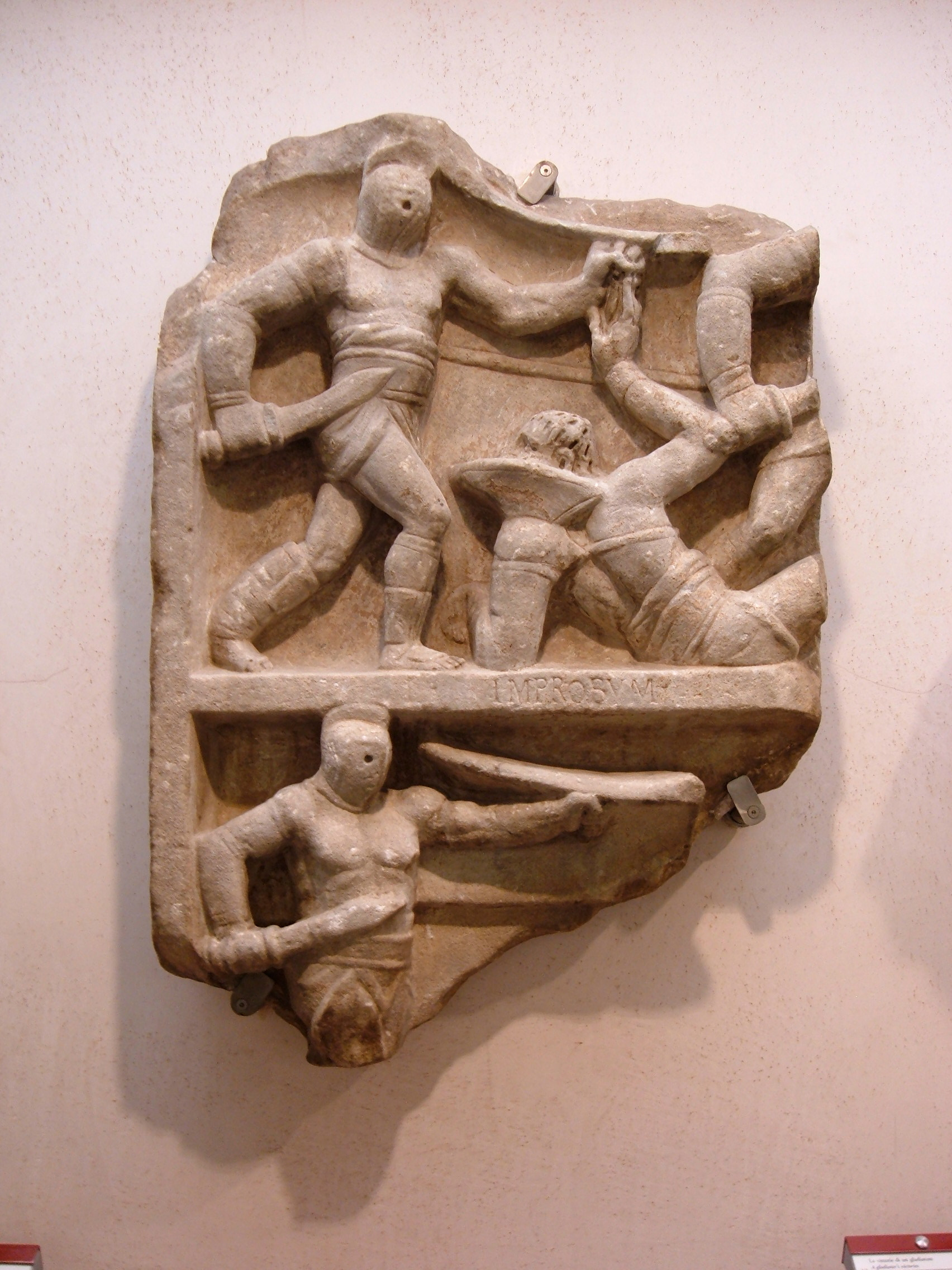
Secutor contro retiarius, Terme di Diocleziano a Roma.

Il secutor (l'inseguitore) era un mirmillone specializzato nel combattimento contro il reziario. Per non offrire alcun punto d'aggancio alla rete lanciata dal suo avversario, indossava un elmo ovale dotato di piccolissime fessure oculari. Questa restrizione della vista lo proteggeva dal fatto che il reziario potesse cavargli gli occhi. Le sue armi erano una spada corta e dritta (il gladius) come pure un grosso scudo rettangolare (lo scutum). Una volta che fosse rimasto intrappolato nella rete del reziario, non c'era per lui quasi più scampo. Se al contrario il reziario avesse perso la sua rete, poteva difendersi dal secutor solo con l'aiuto del suo tridente. Nell'altra mano il reziario brandiva allora il suo pugnale.

### Il reziario
Il reziario è un gladiatore apparso nel I secolo. La sua dotazione consisteva in una rete da lancio (la rete), un tridente (detto anche fuscina) ed un pugnale (il pugio). Non aveva lo scudo, né indossava l'elmo. Gli unici indumenti protettivi di cui si serviva erano un paraspalla, il galerus, e un parabraccio, la manica, che indossava sul braccio sinistro. Dapprima cercava di gettare la rete addosso al suo avversario. Quando il tentativo veniva respinto, cercava di sopraffarlo con il tridente e quando non ci riusciva, possedeva ancora il pugnale per il combattimento ravvicinato. Il suo avversario principale era il secutor.

### Ilpontarius
Il pontarius era una variante del reziario. Difendeva un piccolo ponte (il pons) avente due rampe d'accesso. Da entrambi i lati un secutor attaccava e cercava di salire su questa piattaforma. In aggiunta al suo equipaggiamento abituale, ovvero il paraspalla galerus e il parabraccio lorica manica indossata sul braccio sinistro, il pontarius possedeva un grosso quantitativo di proiettili, presumibilmente pietre di media dimensione.

### Loscissor

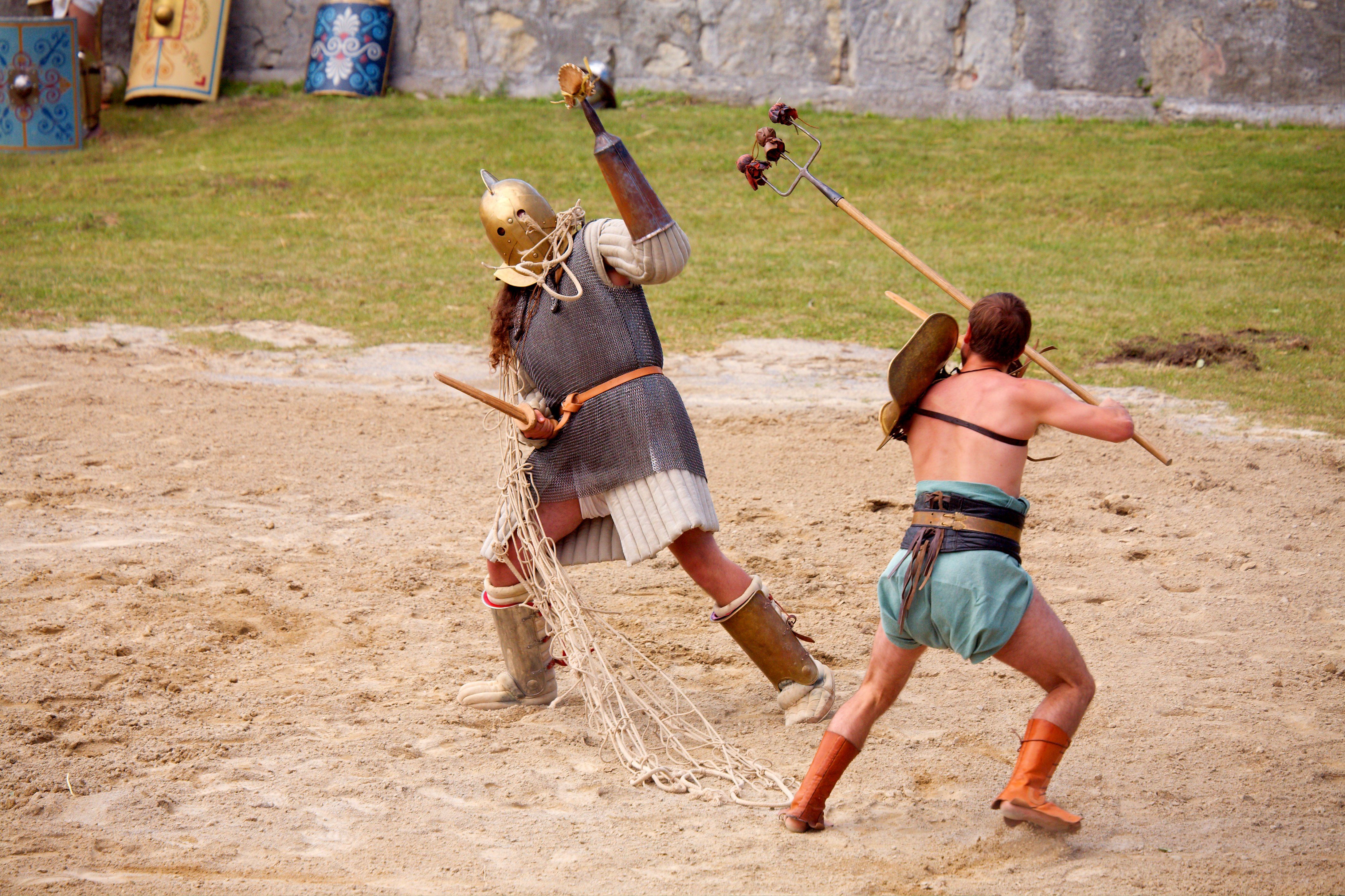
Combattimento simulato a Carnuntum, in Austria, tra un reziario ed uno scissor.

Questo raro tipo di gladiatore poteva anche presentarsi come avversario del reziario. Indossava, esattamente come il secutor, un elmo ovale con feritoie oculari, teneva nella mano destra una spada corta e dritta, il gladius, mentre il braccio destro era protetto da una manica. La cosa particolare dello scissor era che non disponeva dello scudo (scutum), ma che sul braccio sinistro indossava un tubo a forma di tronco di cono, che ricopriva l'intero avambraccio. All'estremità di questo tubo c'era un fusto corto da cui spuntava una lama a forma di mezzaluna. Con un'arma di questo tipo poteva stracciare la rete del reziario o parare i colpi del suo tridente. Analogamente, con un colpo tagliente poteva quasi squarciare il proprio avversario. Dato che non poteva proteggere il proprio corpo con uno scudo, indossava una lorica hamata o una lorica squamata che scendevano fin oltre il ginocchio.

### Ilprovocator

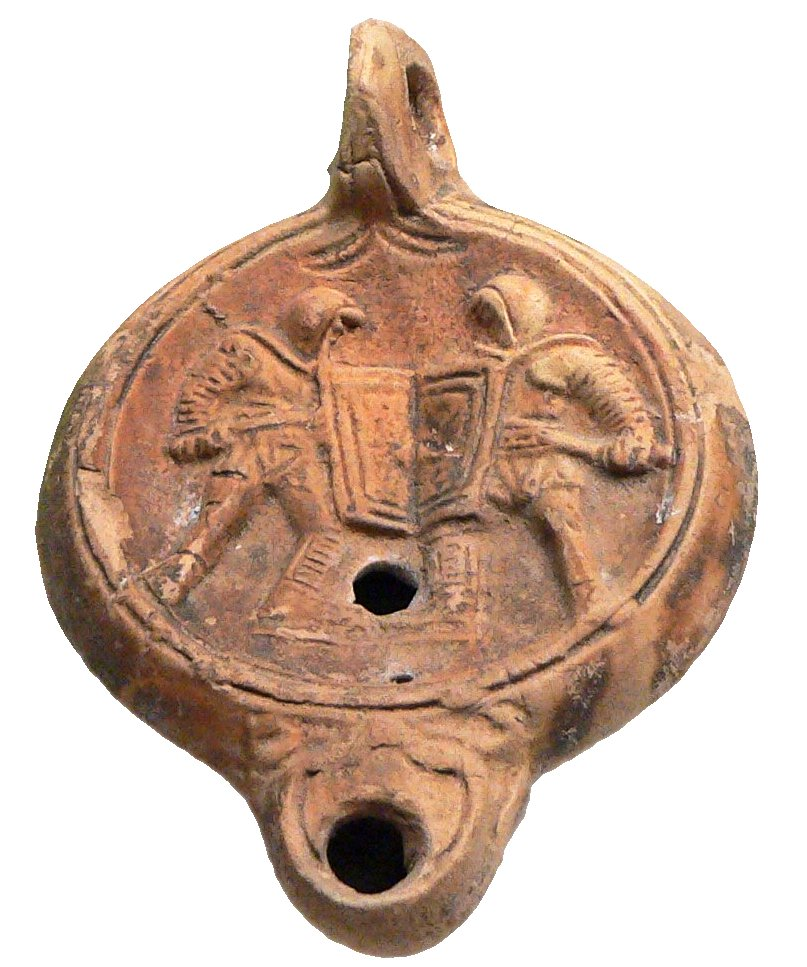
Due provocatores raffigurati su di una lucerna.

Il provocator è conosciuto fin dalla tarda Repubblica e, come gli equites, combatteva sempre contro gladiatori della stessa classe. Tra il I secolo a.C. e il I secolo d.C. indossava un elmo che assomigliava a quello dei legionari. Solo nel secondo e nel terzo secolo portava un elmo senza cimiero né la celata, ma con una visiera. Era equipaggiato con uno scudo rettangolare di dimensioni medio-grandi (lo scutum), una protezione di metallo sul petto a forma di mezzaluna (il pectorale) e una spada a lama corta e dritta (il gladius). Inoltre, per proteggersi indossava uno schiniere nella gamba sinistra ed una manica nel braccio destro.

### La gladiatrice
C'erano anche donne isolate che hanno combattuto nell'arena non appena si cominciarono a diffondere i combattimenti. Con quale equipaggiamento combattessero è rappresentato solo per immagini su di un bassorilievo di Alicarnasso (a Bodrum, in Turchia). Potrebbero aver combattuto secondo una qualsiasi delle classi gladiatorie, ma entrambe le gladiatrices rappresentate indossavano un equipaggiamento da provocator.

### L'essedarius
L'essedarius era un altro tipo di gladiatore che combatteva solo contro gladiatori della stessa classe. Il nome deriva da essedum, termine che indicava un carro celtico. Si suppone che gli essedarii aprissero il combattimento sul carro e quindi, analogamente agli equites, scendessero e continuassero a combattere a piedi. L'essedarius era equipaggiato con una manica nel braccio che brandiva la spada a lama corta, il gladius, uose o fasciature corte su entrambe le gambe. Indossava inoltre un elmo che nei primi tempi assomigliava a quello del legionario e successivamente a quello del secutor.

## Altre rare figure gladiatorie
Quelle che seguono sono figure gladiatorie sulle quali esistono rare testimonianze.

### Ildimachaerus
Il dimachaerus combatteva con due pugnali e portava una protezione del corpo, fasciature sul braccio ove teneva il pugnale e nelle gambe, talvolta anche schinieri, ma nessun elmo. Il resto del suo equipaggiamento come la sua stessa esistenza non sono certe, dato che è riportato solamente su due iscrizioni.

### Ilsagittarius
Il sagittarius (ovvero l'arciere) è rappresentato solamente su di un rilievo a Firenze dove due sagittarii corazzati e provvisti di elmo combattono tra di loro in un'arena.

### L'andabata
L'andabata è nominato da Cicerone ma non compare più nel periodo imperiale. Non è chiaro se si trattasse di una figura gladiatoria a sé stante o se fosse una delle figure esistenti i cui occhi fossero stati in qualche modo bendati, sia tramite una fascia sugli occhi o tramite un elmo privo delle fessure oculari. Questo gladiatore era fortemente vincolato al suo udito, poiché le possibili reazioni del pubblico o il rumore del respiro potevano dargli una indicazione sulla posizione del suo avversario.

### Illaquearius
Il laquearius (il combattente con il lazo), che catturava coloro che fuggivano con un lazo, è menzionato unicamente da Isidoro di Siviglia. Tuttavia, era ritenuto più un inserviente dell'arena durante le esecuzioni capitali che nelle lotte gladiatorie.

### Ilpaegniarius

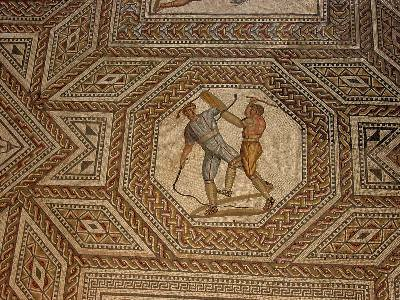
Due gladiatori paegniarii raffigurati in combattimento in un mosaico a Nennig, in Germania.

Di questa figura gladiatoria si sa molto poco. Il paegniarius non era equipaggiato con armi mortali. Una scena in un mosaico di Nennig, in Germania, viene spesso interpretata come una rappresentazione di tale gladiatore. I combattenti portano una frusta nella mano destra e una tavola di legno allacciata sul braccio sinistro. In un racconto di Svetonio l'imperatore Caligola, a mo' di divertimento, lasciò comparire nell'arena come gladiatori dei padri di famiglia che avevano una menomazione fisica. Vista l'esistenza di rappresentazioni romane con gladiatori di piccola taglia dalle armi più disparate, questi appaiono probabilmente anche come paegniarii con armi spuntate per l'intrattenimento. Probabilmente i paegniarii apparivano durante la fase pre-combattimento (prolusio) e durante le venationes.

### Ilveles
Il veles era invece un gladiatore la cui menzione si ritrova solo in Isidoro di Siviglia, e in alcune iscrizioni riportanti l'abbreviazione VEL. Il nome ha origine da quello dei soldati romani dall'equipaggiamento minimo o assente, i velites al tempo delle guerre puniche, e si suppone che il loro modo di combattere corrisponda a quello di questi soldati.

### Ilvenator

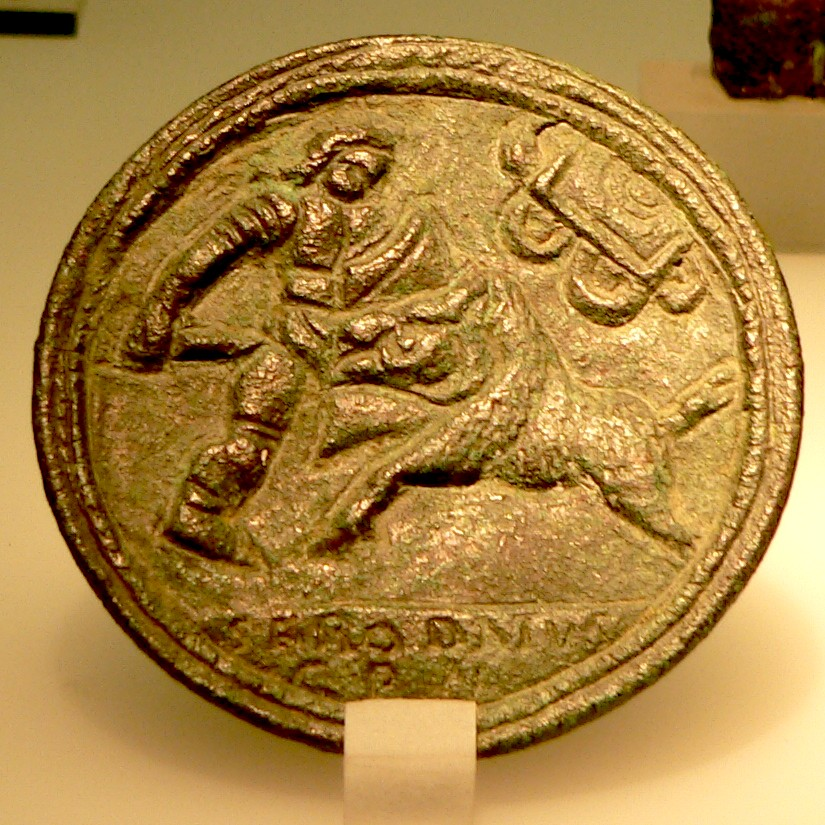
Combattimento tra un venator ed un cinghiale selvatico.

Il venator combatteva contro animali selvatici nelle venationes, tuttavia non apparteneva alle vere e proprie classi di gladiatori.

### Ilcrupellarius

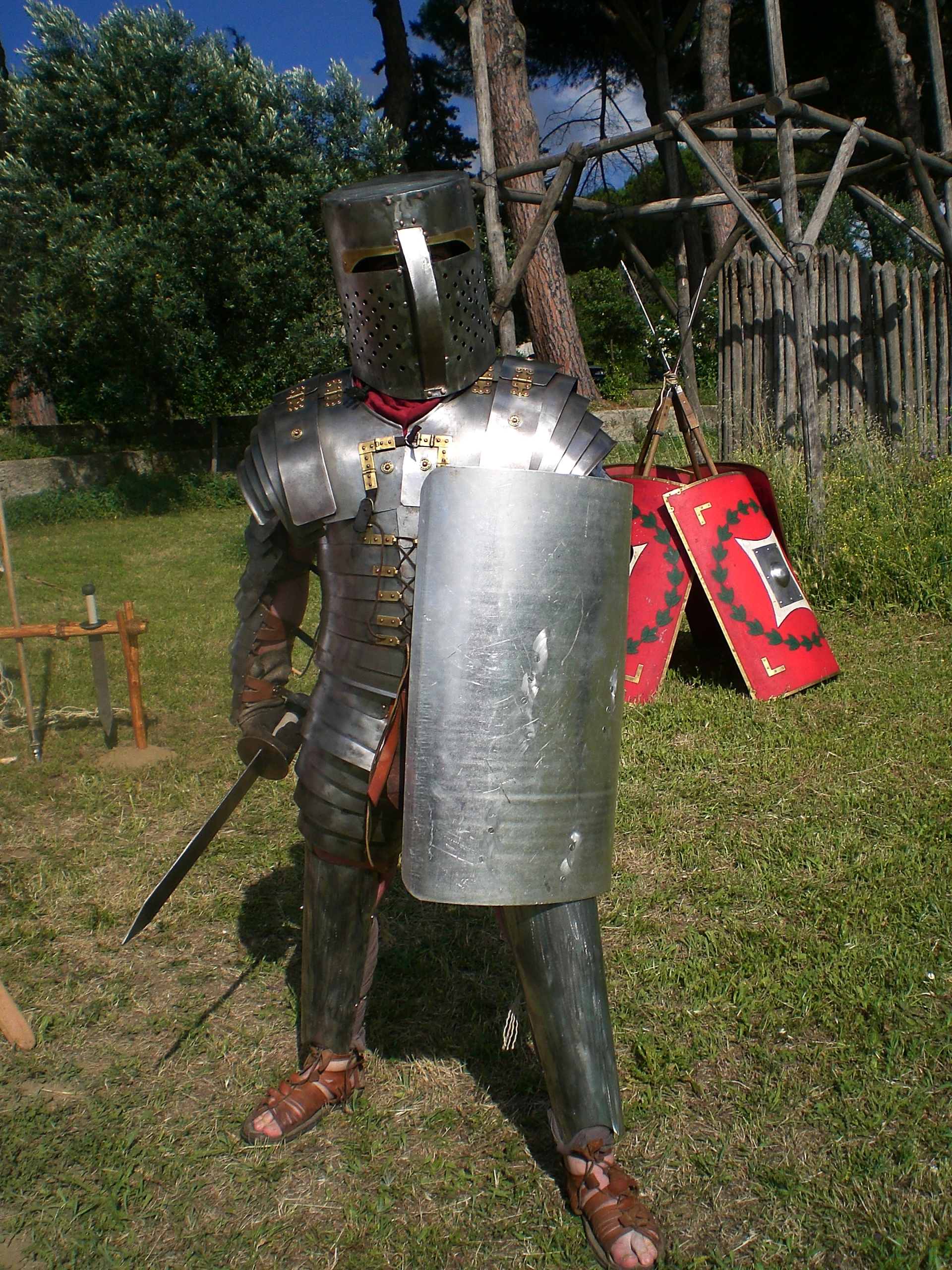
Ricostruzione del crupellarius.

Il crupellarius è menzionato da Tacito come un combattente gallico. Una statuetta di bronzo proveniente dalla Francia parrebbe rappresentare uno di questi combattenti pesantemente armati.
Nel 21 d.C., in Gallia, durante la rivolta di Giulio Floro e Giulio Sacroviro (capo della tribù degli Edui) oltre ai normali combattenti gallici poveramente armati, vennero impiegati contro le legioni di Giulio Indo dei guerrieri gladiatori pesantemente corazzati secondo le loro usanze, i Crupellarii, di cui Tacito dà una coloratissima descrizione dello scontro: 
(Tacito, Annales, III, 43-46)
Questi combattenti risultavano infatti, a causa della loro pesantezza, poco efficaci a livello offensivo, mentre in formazione di difesa si dimostravano vere e proprie fortezze inespugnabili, tanto che i legionari romani dopo aver spazzato via la maggior parte dell'esercito dei galli ribelli, presero alla lettera il concetto, e avendo trovato serie difficoltà contro i Crupellarii, specie negli scontri frontali, dove le armi convenzionali risultavano poco efficaci, riuscirono a prevalere e a far strage di loro utilizzando scuri e picconi come per demolire un muro.
Giulio Floro ormai sconfitto si suicidò per non cadere nelle mani delle legioni di Giulio Indo.
Negli anni seguenti, come normale consuetudine Romana, la figura del Crupellarius venne inserita negli spettacoli gladiatorii come tutte le figure guerriere sconfitte che in passato avevano sfidato il potere di Roma. Tuttavia questa figura, data la totale mancanza di reperti figurativi giunti fino a noi, doveva essere poco conosciuta nell'impero, l'unica testimonianza di essa è rappresentata da una statuetta rinvenuta a Versigny in Francia.

### Loscaeva
Lo scaeva era un gladiatore che combatteva come un mancino ed era ritenuto così importante che era menzionato a parte. L'imperatore Commodo, che compariva volentieri nella veste di gladiatore nell'arena, combatteva come secutor scaeva. Se si confrontavano due mancini, il confronto veniva detto pugna scaevata.